# Nico Tortorella
Nico Tortorella (* 30. července 1988, Wilmette, Illinois, Spojené státy americké) je americký herec a model. Nejvíce se proslavil rolemi ve filmu Vřískot 4, v seriálu stanice Fox Stoupenci zla, v seriálu stanice ABC Family Make It or Break It a v seriálu stanice TV Land Znovu 20.

## Životopis
Narodil se ve Wilmette v Illionis a odmaturoval na New Trier High School. Má italské předky.

## Kariéra
V květnu 2009 získal roli v dramatickém seriálu stanice The CW The Beautiful Life. Seriál se soustředil na skupinu modelů a modelek, kteří společně žili v rezidenci v New York City a Nico hrál postavu modela spodního prádla Cola Sheparda. Seriál měl premiéru 16. září 2009, ale kvůli nízké sledovanosti byl zrušen.
V červnu 2009 byl obsazen do seriálu stanice ABC Family Make It or Break It, kde hrál Razora. Na krátkou dobu natáčení opustil kvůli roli v seriálu The Beautiful Life, ale po zrušení seriálu se vrátil. Menší roli získal ve filmu Twelve.
V červnu 2010 bylo oznámeno, že získal roli ve filmu Vřískot 4. Objevil se v seriálu stanice FOX Stoupenci zla. Tvůrcem show je Kevin Williamson, který stál za scénářem filmu Vřískot 4.
V roce 2014 byl obsazen do role Joshe v televizním seriálu stanice TV Land Znovu 20.

## Osobní život
Během let 2009 až 2012 chodil s herečkou Sarou Paxton. V roce 2016 se identifikoval jako bisexuální a sexuálně fluidní. Dne 9. května 2018 se oženil se svojí dlouholetou přítelkyní Bethany C. Meyers, s níž udržoval polyamorický vztah. V červenci 2019 se na Twitteru veřejně identifikoval jako nebinární.

## Filmografie

### Film
| Rok  | Název                 | Role           | Poznámky |
| ---- | --------------------- | -------------- | -------- |
| 2010 | Twelve                | Tobias         |          |
| 2011 | Vřískot 4             | Trevor Sheldon |          |
| 2011 | Teror                 | Jake           |          |
| 2013 | Neobyčejný Odd Thomas | Simon Varnen   |          |
| 2014 | Hunter & Game         | Carson Lowe    |          |
| TBA  | Fluidity              |                |          |

### Televize
| Rok        | Název                      | Role                       | Poznámky                                 |
| ---------- | -------------------------- | -------------------------- | ---------------------------------------- |
| 2009–2010  | Make It or Break It        | Razor                      | vedlejší role, 8 dílů                    |
| 2009       | The Beautiful Life         | Cole Hepherd               | hlavní role, 5 dílů                      |
| 2013       | Stoupenci zla              | Jacob Wells                | hlavní role, 15 dílů                     |
| 2015–2021  | Znovu 20                   | Josh                       | hlavní role                              |
| 2015       | Eye Candy                  | Tommy Calligan             | nevysílaný původní pilotní díl           |
| 2016       | Mamma Dallas               | Jesse                      | TV film                                  |
| 2017       | Menendez: Blood Brothers   | Lyle Menendez              | TV film                                  |
| 2018       | RuPaul's Drag Race         | Sám sebe/hostující porotce | díl: „Tap That App“                      |
| 2018–dosud | How Far Is Tattoo Far?     | Sám sebe/moderátor         |                                          |
| 2019       | Lindsay Lohan's Beach Club | Sám sebe/host              | díl: „Love, Loss and Lohan“              |
| 2019       | Souboj playbacků: Preshow  | Sám sebe                   | díl: „Nico Tortorella vs. Molly Bernard“ |

### Hudební video
| Rok  | Název skladby         | Umělec          | Poznámky |
| ---- | --------------------- | --------------- | -------- |
| 2013 | „Valentine's for One“ | Forklift Comedy |          |